# (1284) Латвия
(1284) Латвия (латыш. Latvija) — астероид главного пояса, который был открыт 27 июля 1933 года немецким астрономом Карлом Рейнмутом в обсерватории Хайдельберг и назван в честь одной из балтийских стран — республики Латвия.

## Орбита и классификация
(1284) Латвия вращается вокруг Солнца в среднем главном поясе и приближается на расстояние 2,2-3,1 а. е. раз в 4 года и 4 месяца (1 572 дня). Его орбита имеет эксцентриситет 0,17 и наклон 11° по отношению к эклиптике.

Впервые астероид был идентифицирован как 1925 WK в Московской обсерватории (105) в 1925 году, а затем как 1931 DW в обсерватории Лоуэлла в 1931 году. Дуга наблюдения тела начинается с момента его официального открытия в Гейдельберге в 1933 году.

Орбита астероида Латвия и его положение в Солнечной системе
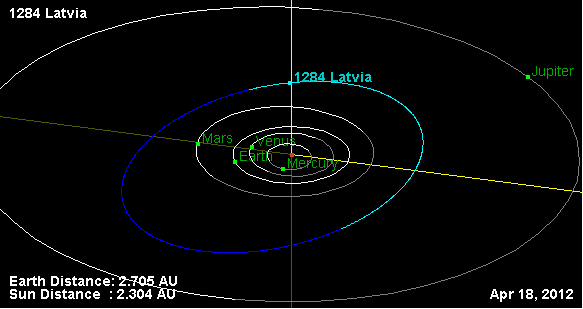
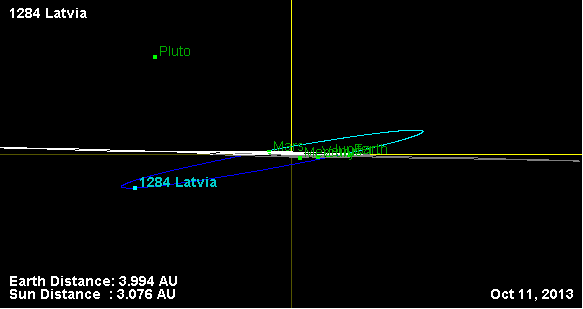

## Физические характеристики

### Спектральный класс
(1284) Латвия классифицируется как редкий астероид класса T и L в схеме таксономии Tholen и SMASS, соответственно, оба указывают на спектр без особенностей тёмного и красноватого тела.

### Период вращения
Лучшая на данный момент световая кривая вращения астероида была получена «Испанской группой фотометрического анализа астероидов» (OBAS) в сентябре 2015 года. Анализ световой кривой показал, что период вращения составляет 9,55 часа, а изменение яркости — 0,23 звёздной величины (U=3-).
Предыдущие фотометрические наблюдения Джеймса У. Бринсфилда в обсерватории Виа Капоте (G69) и французского астронома-любителя Лорана Бернаскони дали период 9,552 и 9,644 часа с амплитудой 0,10 и 0,21 величины соответственно (U=2/2). Первая вращательная световая кривая, полученная Ричардом П. Бинзелем в 1980-х годах, дала решение с вдвое большим периодом в 18 часов (U=1).

### Диаметр и альбедо
Согласно исследованиям, проведённым инфракрасным астрономическим спутником IRAS, японским спутником Akari и широкоугольным инфракрасным обзорным исследователем NASA с последующей миссией NEOWISE, диаметр астероида составляет от 33,27 до 41,47 км, а альбедо его поверхности — от 0,083 до 0,13 км (без предварительных результатов).